# Diego d'Acebo
Diego d'Acevedo, o d'Azevedo o di Osma, Acebo, in spagnolo (Villaseca de Arciel, 1170 – Osma, 30 dicembre 1207), è stato un vescovo cattolico spagnolo della diocesi di Osma e cofondatore nel 1205 della prima comunità dell'Ordine dei frati predicatori, insieme a san Domenico di Guzmán.

## Biografia
Priore e poi vescovo di Osma nel 1201, insieme al giovane canonico Domenico di Guzmán, intraprese alcuni viaggi di evangelizzazione in varie località europee, recandosi fino a Roma da papa Innocenzo III, che li indirizzò in Linguadoca per contrastare gli eretici catari. I due frati formarono il primo movimento missionario di predicatori in povertà a Prouille, come preludio di quello che divenne in seguito l'Ordine domenicano.
Tuttavia, forse già malato, Diego dovette rientrare velocemente a Osma, dove morì nel 1207.